# Inge Helten
 Ingeborg „Inge” Helten (ur. 31 grudnia 1950 w Westum) – niemiecka lekkoatletka, sprinterka, medalistka olimpijska. 
Dwukrotna medalistka igrzysk olimpijskich w Montrealu, na których zdobyła 2 medale olimpijskie: srebro w sztafecie 4 × 100 metrów oraz brąz w biegu na 100 metrów.
Dwa razy zdobywała medale mistrzostw Europy w biegu sztafetowym 4 × 100 metrów: złoty w 1971 w Helsinkach i srebrny w 1974 w Rzymie. Była również złotą medalistką halowych mistrzostw Europy w 1973 w Rotterdamie w sztafecie 4 × 1 okrążenie.